# Magarabomba
Magarabomba är en ort i Kuba.   Den ligger i provinsen Provincia de Camagüey, i den östra delen av landet, 500 km öster om huvudstaden Havanna. Magarabomba ligger 91 meter över havet och antalet invånare är 1 593.
Terrängen runt Magarabomba är platt. Runt Magarabomba är det ganska glesbefolkat, med 50 invånare per kvadratkilometer. Närmaste större samhälle är Carlos Manuel de Céspedes, 14,8 km sydväst om Magarabomba. Omgivningarna runt Magarabomba är en mosaik av jordbruksmark och naturlig växtlighet.